# خدا نگهدار (فیلم)
خدا نگهدار (اسپانیایی: Adiós‎) یک فیلم درام اسپانیایی است که در سال ۲۰۱۹ میلادی منتشر شد.

## بازیگران
- ماریو کاساس
- ناتالیا د مولینا
- کارلوس باردم
- کانسوئلو تروخیو
- ماریولا فوئنتس
- روت دیاس
- بیسنته رومرو
- سالبا رئینا
- پیلار گومس